# The Big Eyeball in the Sky
The Big Eyeball in the Sky es un álbum de la Supergrupo, Colonel Claypool's Bucket of Bernie Brains o también conocidos por los fanes como "C2B3", lanzado en el año 2004.

La banda consistía en la guitarra del virtuoso Buckethead más el bajo de Les Claypool, la batería de Bryan Mantia y el teclado de Bernie Worrell.

El disco fue lanzado gracias al sello disquero de Les, Prawn Song Records.

## Canciones
1. Buckethead – 5:56
2. Thai Noodles – 3:35
3. Tyranny Of The Hunt – 4:54
4. Elephant Ghost (Instrumental) – 10:01
5. Hip Shot From The Slab – 3:51
6. Junior – 4:21
7. Scott Taylor (Instrumental) – 6:15
8. The Big Eyeball In The Sky – 4:35
9. Jackalope (Instrumental) – 3:46
10. 48 Hours To Go – 4:14
11. Ignorance Is Bliss – 4:16

## Créditos
- Les Claypool – Bajos, Vocales, Productor y Técnico.
- Buckethead – Guitarra
- Brain – Percusión
- Bernie Worrell – Teclado
- Gabby La La – Vocalista de apoyo en la canción "Hip Shot from the Slab" y en la canción "The Big Eyeball in the Sky"
- Stephen Marcussen – Masterización